# هورنی توشانوویتسه
هورنی توشانوویتسه (به چکی: Horní Tošanovice) یک منطقهٔ مسکونی در جمهوری چک است که در ناحیه فریدک-میستک واقع شده‌است. هورنی توشانوویتسه ۵٫۲۹ کیلومتر مربع مساحت و ۵۲۳ نفر جمعیت دارد و ۳۶۷ متر بالاتر از سطح دریا واقع شده‌است.